# Glonville
 Glonville  es una población y comuna francesa, en la región de Lorena, departamento de Meurthe y Mosela, en el distrito de Lunéville y cantón de Baccarat.

## Demografía
| 379 | 362 | 328 | 343 | 366 | 317 |
| Para los censos de 1962 a 1999 la población legal corresponde a la población sin duplicidades (Fuente: INSEE [Consultar]) |     |     |     |     |     |